# Yonex
Yonex Co., Ltd. (japonsky ヨネックス株式会社) je japonská firma se sídlem v Tokiu vyrábějící sportovní vybavení zejména pro tenis, badminton a golf (badmintonové a tenisové rakety, golfové hole, sálová obuv, badmintonové míčky atd.).
Yonex se stal dominantní značkou v badmintonu. Sponzoruje All England Open Badminton Championships a je partnerem Mezinárodní federace badmintonu (Badminton World Federation), která organizuje Mistrovství světa. Více než 80% hráčů badmintonu používá rakety Yonex, natolik je preferovanou značkou mezi profesionály.

## Galerie

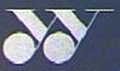
Bývalé logo Yonex
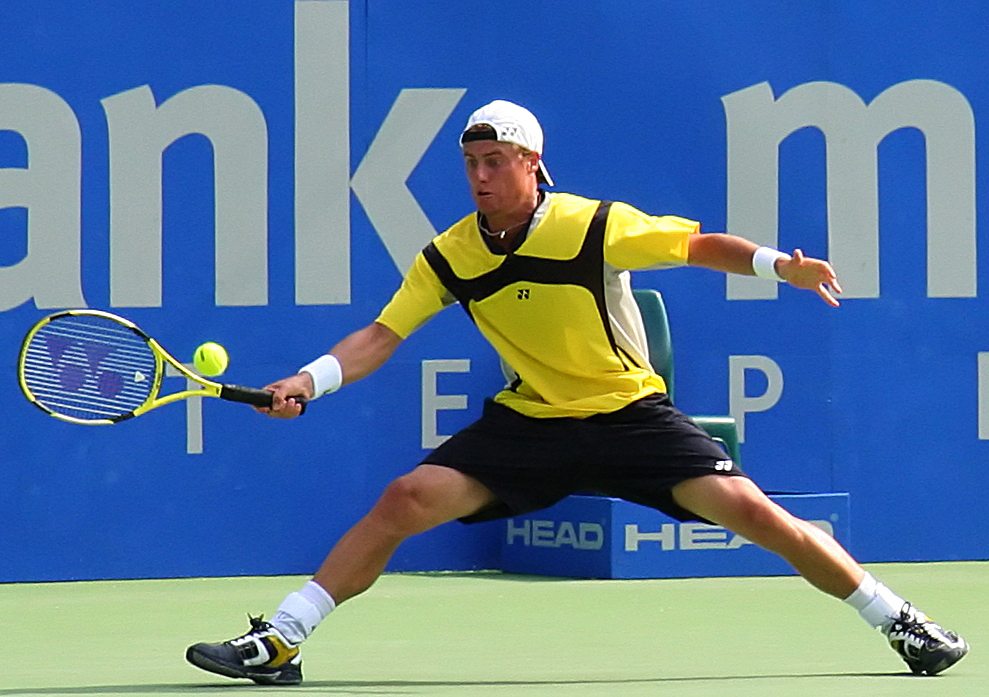
Australský tenista Lleyton Hewitt
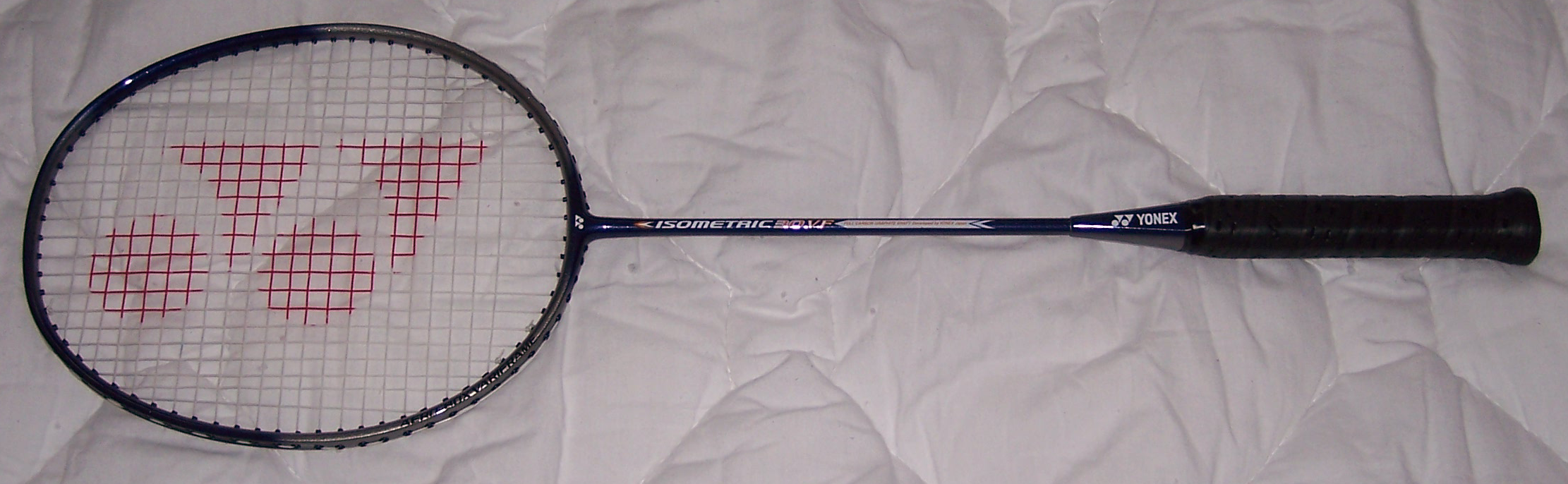
Badmintonová raketa